# گرده‌چه

نرم‌تنان متانفرییدیم

نرم‌تنان فراگرده‌چه

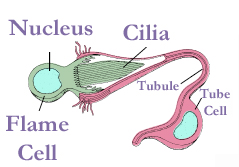
سلولنرم‌تنان

نفریدی (انگلیسی: nephridium) یا گرده چه یکی از اندام‌های بی‌مهرگان است که به صورت جفتی وجود ندارد و کارکرد آن هم‌چون کارکرد کلیه (گُرده) در مهره‌داران است.
گرده‌چه پسمانده‌های سوخت‌وساز بدن بی‌مهرگان را از بدن آن‌ها دفع می‌کند. دو نوع اصلی گرده‌چه وجود دارد که یکی فراگرده‌چه metanephridia و دیگری پیشین‌گرده‌چهprotonephridia نام دارد.
فراگُرده‌چه نوعی غده دافع فضولات است که در بسیاری از گونه‌های بی‌مهرگان هم‌چون کرم‌های حلقوی، بندپایان، و نرم‌تنان دیده می‌شود. (در مورد نرم‌تنان به این غده اندام بویانوس Organ of Bojanus گفته می‌شود)
پیشین‌گرده‌چه شبکه‌ای از لولک‌های tubules بن‌بست است که روزنه‌های درونی ندارند و در بدن شاخه‌هایی از جانداران چون کرم‌های پهن Platyhelminthes، روبانیان Nemertea و چرخ‌داران Rotifera دیده می‌شوند.